# Строфіум

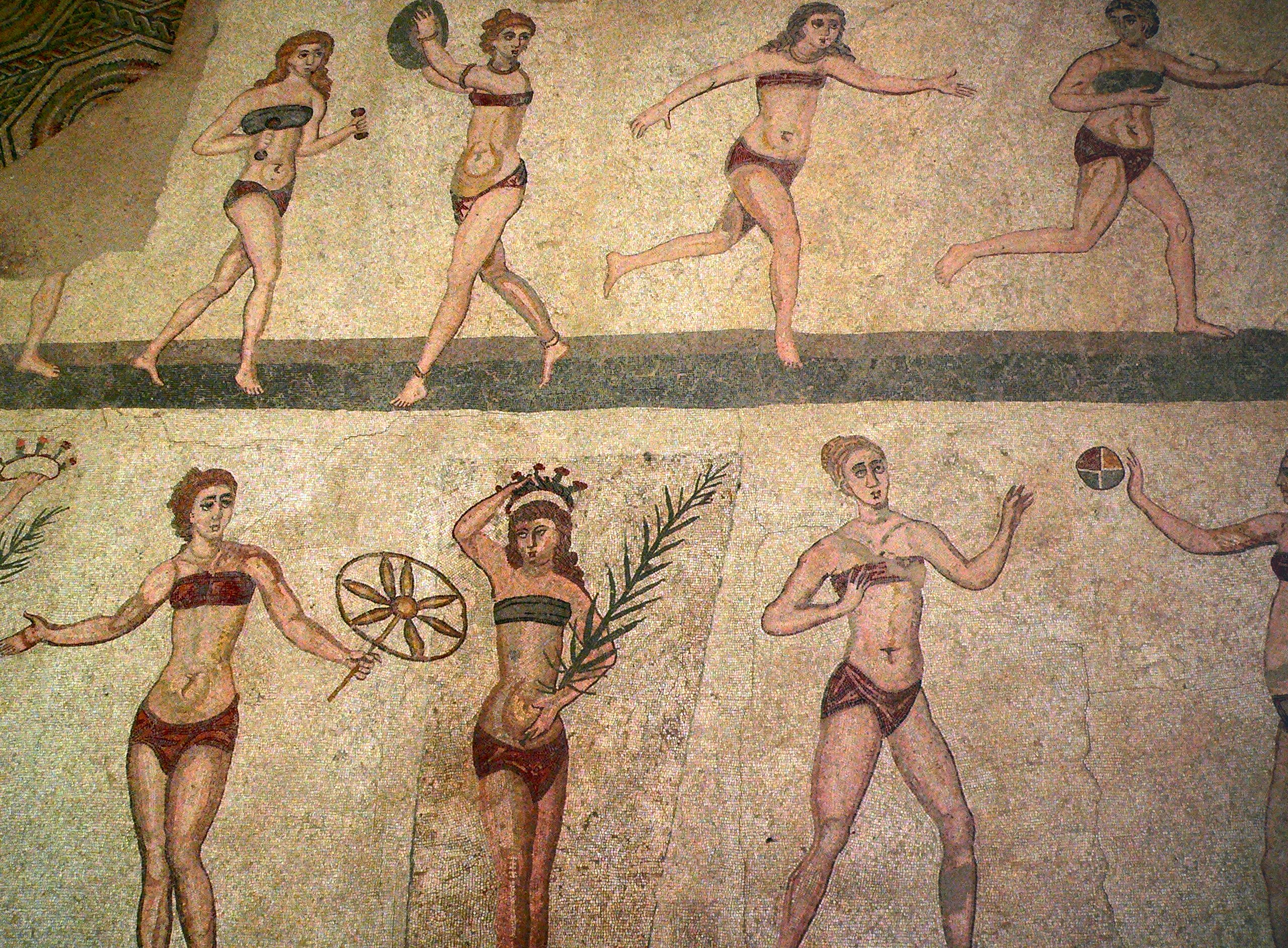
Римські дівчата під час занять спортом у «бікіні» — комбінації строфіума і сублігакулума. Мозаїка на Вілла Романа дель Казале, IV ст. н. е.

Стро́фіум, строфіо́н (грец. στρόφιον, лат. strophium — з грец.) — нагрудна пов'язка, яку носили жінки Стародавнього Риму і Стародавньої Греції, античний бюстгальтер. Судячи з одної із епіграм Марціала, звичайним матеріалом для строфіума була шкіра (втім, відомі згадки про золоті строфіуми, прикрашені коштовним камінням). У Римі відомий також під іншими назвами: mamillāre, fascia mamilla, fascia pectoralis («грудна обв'язка»), mitra. У Стародавній Греції, окрім слова «строфіон», для позначення бюстгальтера існували й інші назви: «тайнія» (ταινία), «тайнідіон» (ταινίδιον), «аподесмос» (ἀπόδεσμος), «стетодесме» (στηθοδέσμη), «мастодесмос» (μαστόδεσμος), «мастодетон» (μαστόδετον).
Строфіум носили зазвичай під тунікою, проте, його могли й надягати поверх короткої спідньої туніки. Разом з настегновою пов'язкою-сублігакулумом строфіум складав «давньоримське бікіні» — костюм для атлетичних вправ та змагань.
Мозаїка із зображенням дівчат-змагальниць у строфіумах знайдена на підлозі зали «Коронування переможниці» у Вілла Романа дель Казале на Сицилії, вона датована епохою Діоклетіана (286—305 н. е.). Відомі й зображення богині Венери в строфіумі, наприклад, у Помпеях: у Каза делла Венере, у таблінії Будинку Юлії Щасливої, і в саду-атріумі Будинку Лорея Тібуртіна.